# Distretto di Fürstenfeld
Fürstenfeld è stato un distretto amministrativo dello stato di Stiria, in Austria. Il 1º gennaio 2013 il distretto si è fuso con quello di Hartberg per formare il nuovo Distretto di Hartberg-Fürstenfeld.

## Geografia antropica
Il distretto si suddivideva in 14 comuni, dei quali 1 con status di città e 2 con diritto d mercato. Ogni comune ha scritto sotto i propri comuni catastali (Katastralgemeinden), corrispettivi grossomodo alle frazioni.

### Città
- Fürstenfeld

### Comuni mercato
- Burgau
- Ilz
  - Buchberg bei Ilz, Dambach, Dörfl, Kalsdorf bei Ilz, Kleegraben, Leithen, Neudorf bei Ilz, Reigersberg

### Comuni
- Altenmarkt bei Fürstenfeld
  - Speltenbach, Stadtbergen
- Bad Blumau
  - Bierbaum an der Safen, Jobst, Kleinsteinbach, Lindegg, Loimeth, Schwarzmannshofen, Speilbrunn
- Großsteinbach
  - Großhartmannsdorf, Kroisbach an der Feistritz
- Großwilfersdorf
  - Hainfeld bei Fürstenfeld, Herrnberg, Maierhofbergen, Maierhofen, Radersdorf
- Hainersdorf
  - Obgrün, Riegersdorf
- Loipersdorf bei Fürstenfeld
  - Dietersdorf bei Fürstenfeld, Gillersdorf
- Nestelbach im Ilztal
  - Eichberg bei Hartmannsdorf, Hochenegg, Mutzenfeld, Nestelberg
- Ottendorf an der Rittschein
  - Breitenbach, Walkersdorf, Ziegenberg
- Söchau
  - Aschbach bei Fürstenfeld, Kohlgraben, Ruppersdorf, Tautendorf bei Fürstenfeld
- Stein
- Übersbach
  - Ebersdorf, Hartl bei Fürstenfeld, Rittschein